# 에비노고원

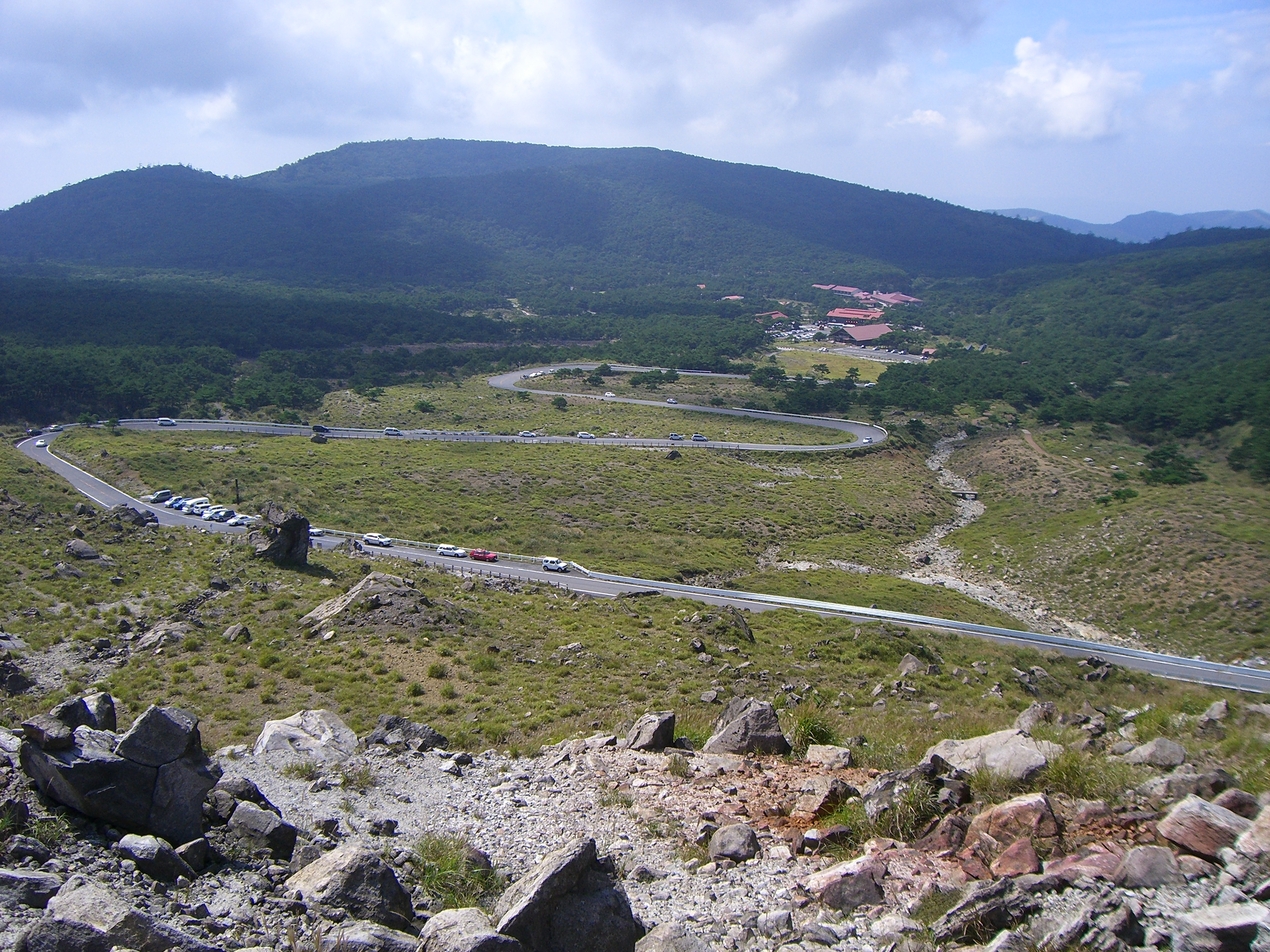
에비노고원 전경

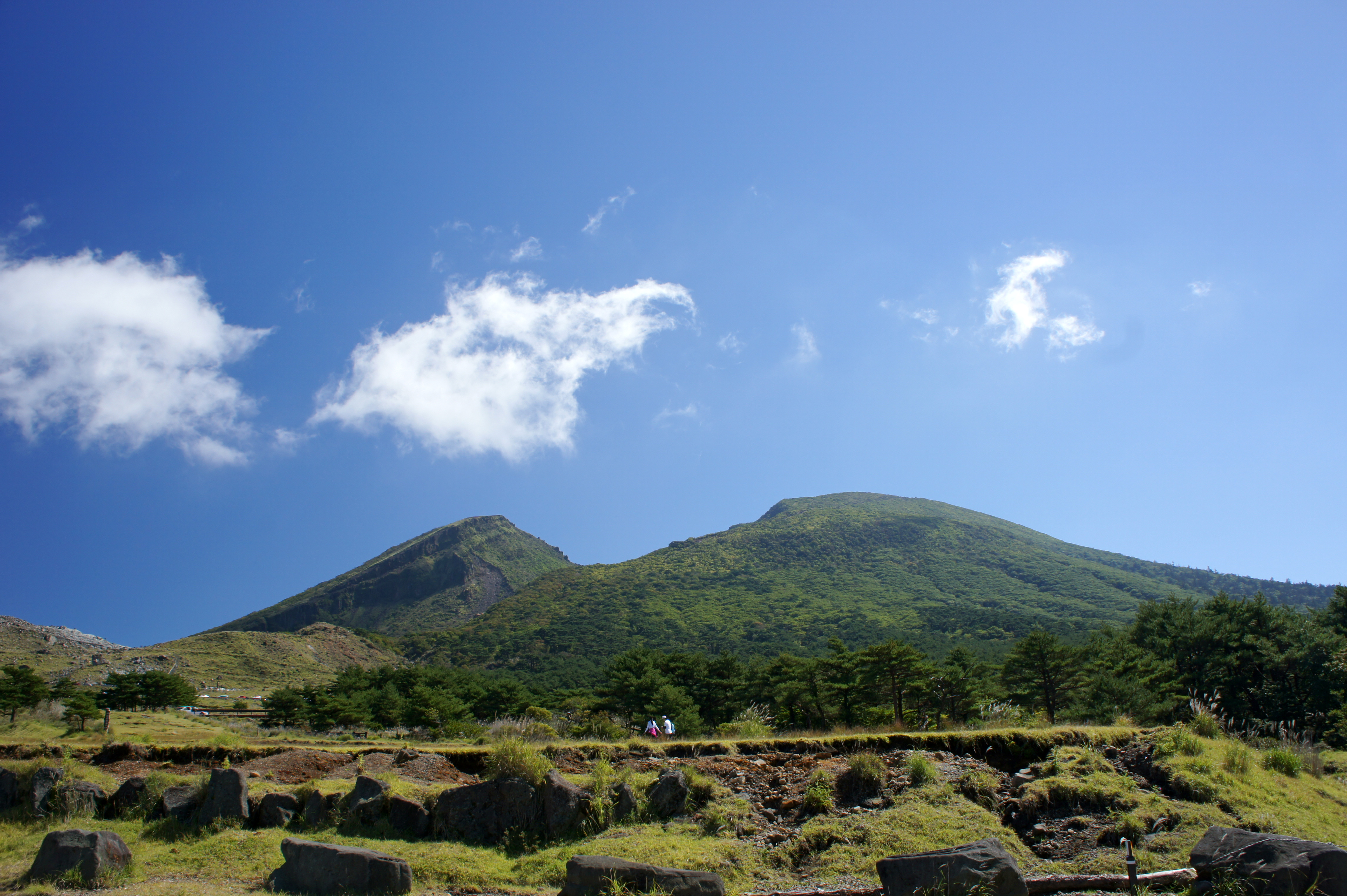
에비노고원, 주변에 있는 배후지로는 가라쿠니다케

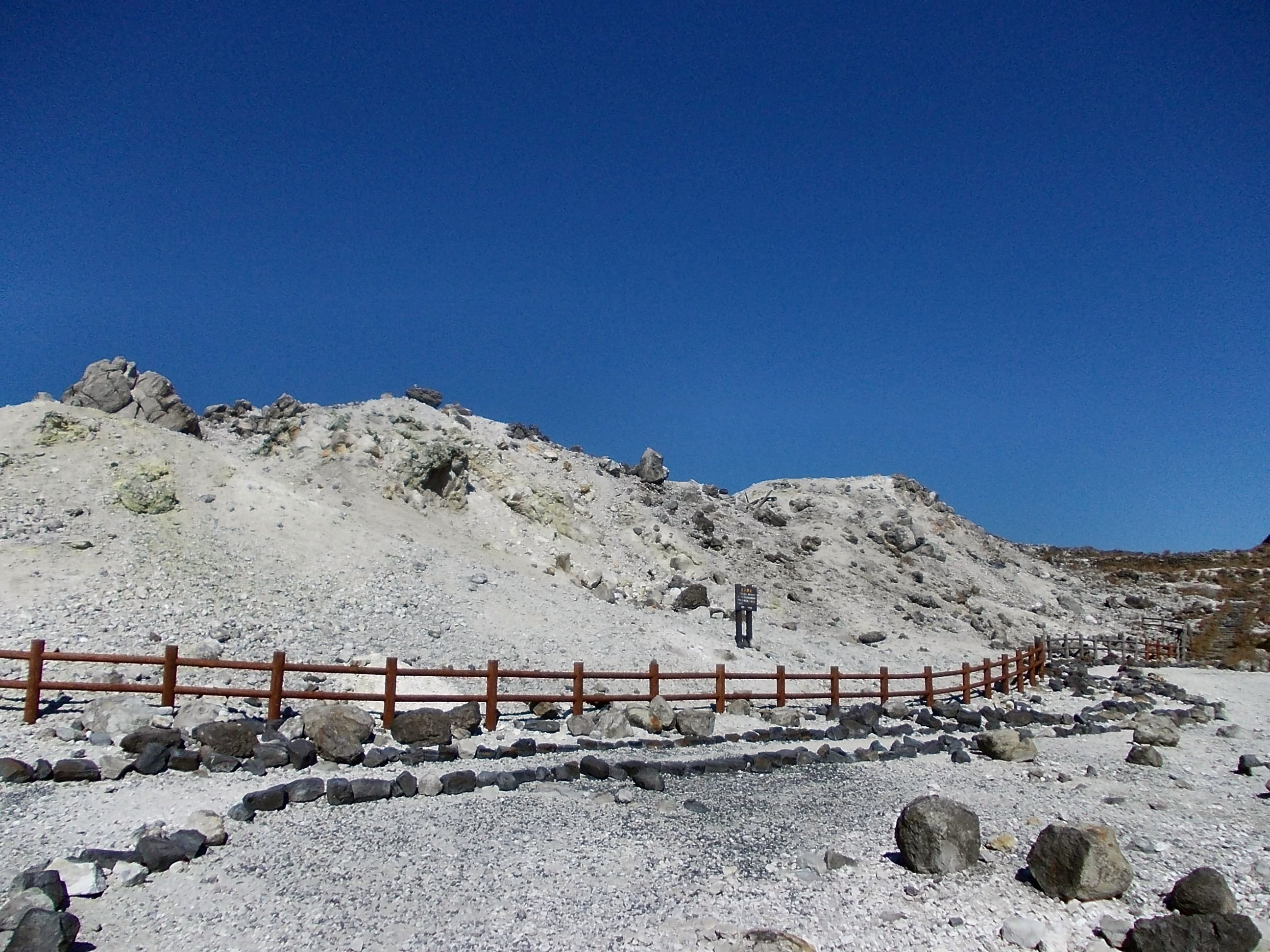
이오산

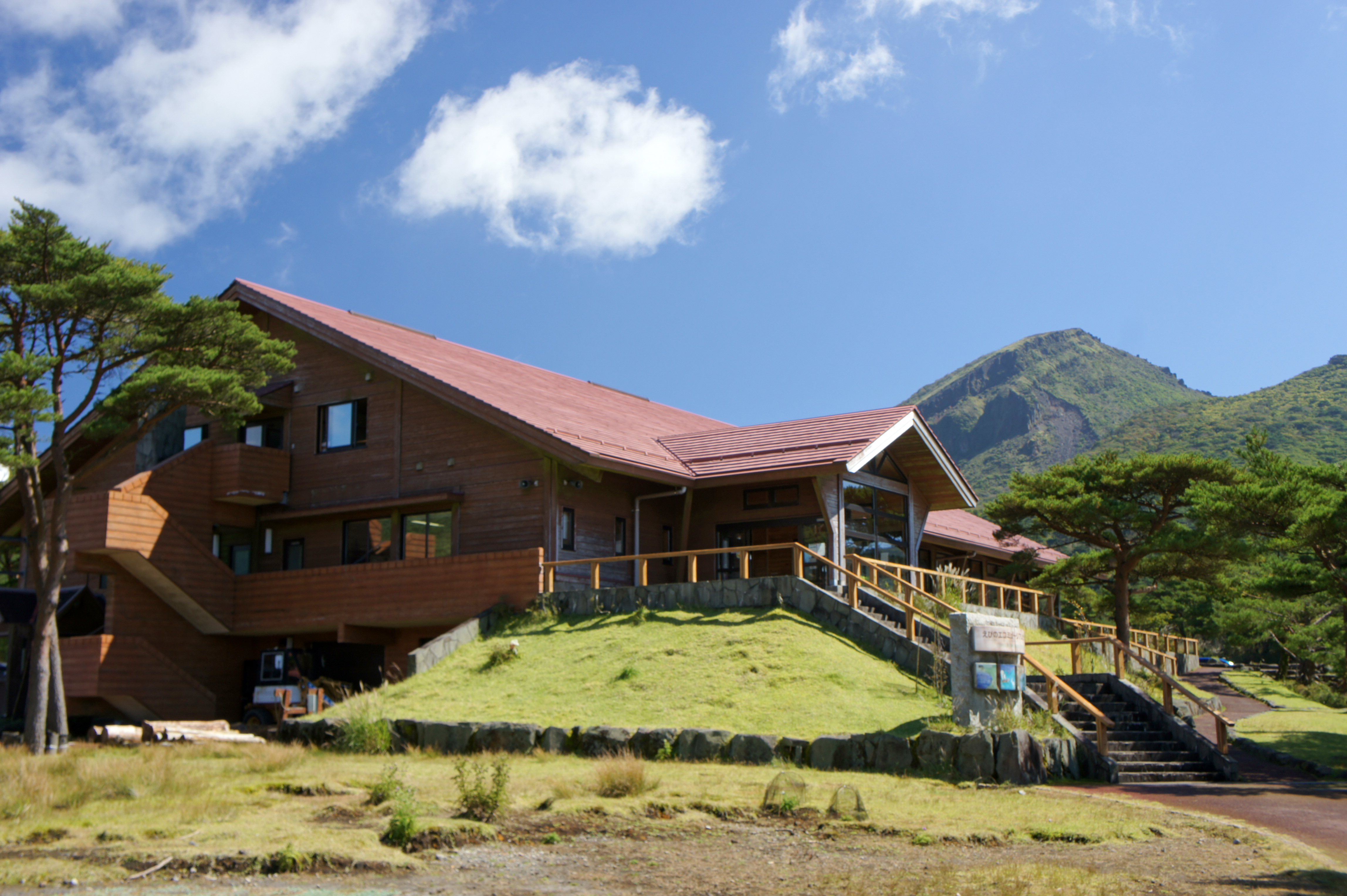
에비노 에코뮤지엄 센터

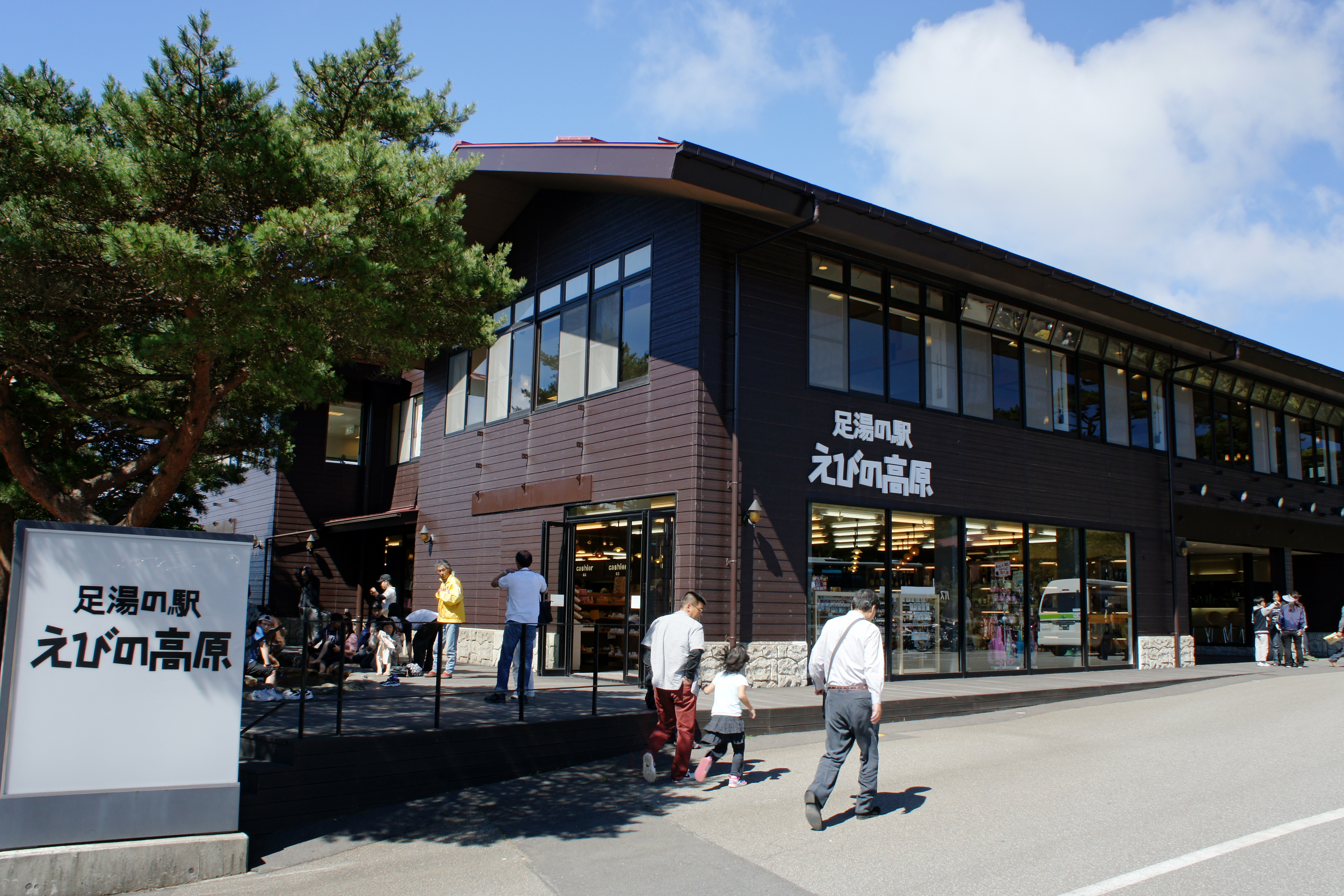
아시유노에키 에비노고원

에비노고원(일본어: えびの高原)은 규슈 남단에 위치하고 있는 산악 지대인 기리시마산의 가라쿠니다케, 에비노다케, 시로토리산, 고시키다케 등을 둘러쌓여 있는 분지상의 고원이다.

## 지리
해발고도는 약 1,200 m로, 미야자키현 에비노시의 남동단에 자리잡고 있다. 그러나 에비노고원은 가라쿠니다케의 북서부 사면에 펼쳐져 있는 약 0.8제곱킬로미터 규모의 면적을 갖고 있는 완만한 화산성 선상지를 가리키고 있으며, 넓은 범위로는 가라쿠니다케, 에비노다케, 시로토리산, 고시키다케 등지에 둘러 쌓여 있는 총 면적 약 5제곱킬로미터 규모의 분지 전체를 가리킨다. 기리시마야쿠 국립공원의 일부로 구성되어 있으며, 연간 80만명이 넘은 관광객이 에비노고원을 찾는다. 그 중에서 외국인은 한국인, 중국인, 대만인 등이 주로 이용하고 있다. 다만 고원 북쪽 지역에는 후도이케, 롯칸논미이케, 햐쿠시이케(白紫池) 등과 같은 화구호가 사방에 흩어져 있다. 그리고 에비노고원에서 가라쿠니다케를 거쳐 오나미노이케의 등산로가 길게 이어주고 있지만, 기리시마산 등산로의 중심지이기도 하다. 그리고 에비노고원에서 가라쿠니다케를 거쳐 오나미노이케의 등산로가 길게 이어주고 있지만, 기리시마산 등산로의 중심지이기도 하며, 이와 함께 온천을 용출시키는 보양지이기도 하다.
지질은 가라쿠니다케 분화구로부터 분출시킨 응회각력암을 필두로, 이오산, 후도이케, 롯칸논미이케 등에서 발원하였던 화구호로부터 분출된 완신세 용암 등으로 덮은 상태를 가지고 있다. 지하 4~5미터 부근 이내에 쓰러진 나무가 파묻혀 있는 지층이 있고, 화산 활동 및 산림화가 계속 반복되어 있음을 보여주는 진가를 누린다.
또한 2016년에는 구마모토 지진의 여파에 따라 지형이 훼손된 적도 있었다.

## 생물
가라쿠니다케 주변의 에비노고원에는 참억새의 군락지로 형성되어 있는 것을 필두로 하여, 가을에는 붉게 물드는 특색을 둔다. 그래서 이는 유황산에서 분출되어 있는 이산화 황이 산화하면서 인접된 참억새까지 영향을 미치는 안토시아닌이 작용되기 때문에, 에비노고원의 지형 특성상 비가 많이 오는 지역으로 분류되어 있고 가을에는 비교적 따뜻한 기후를 가지고 있다. 그 외에도 자외선 역시 강한 성질을 가진 조건도 역시 관여하게 되어 있다. 그리고 주변 구릉지에는 소나무가 서식하는 것 외에도, 노카이도, 미야마키리시마의 군락을 형성시키고, 또한 이와카가미, 꽃사슴, 멧돼지 등 각종 동식물이 다수 서식하고 있다.

## 같이 보기
- 기리시마야쿠 국립공원
- 에비노고원온천(일본어판)
- 기리시마산
- 미야자키현도·가고시마현도 제1호선(일본어판)